# 군둘라 야노비츠
군둘라 야노비츠(독일어: Gundula Janowitz, 1937년 8월 2일 ~ )은 오스트리아 출신의 소프라노 성악가이다.

## 생애
베를린에서 태어나 오스트리아의 그라츠 음악원에서 수학했다. 아버지를 일찍 여의고 집안 형편이 어려웠기 때문에 출판사에서 타이피스트 일을 해서 고학을 하다가 그라츠 바그너 재단의 장학금을 받았다. 1959년 카라얀이 지휘하는 모차르트의 오페라 《피가로의 결혼》 중 바르바리나 역으로 발탁되었다. 카라얀 외에 오토 클렘페러, 레너드 번스타인, 라파엘 쿠벨리크, 카를 뵘, 게오르그 솔티 등 세계적인 지휘자들과 함께 공연했다.
1978년 오스트리아의 작곡가의 이름을 딴 요제프 마르크스 상을 수상했다.
야노비츠는 찰스 매케라스가 지휘하는 글루크의 오페라 《아울리스의 이피게네이아》에서 마지막 주연을 맡았으며 1990년 은퇴했다.